# Mikołaj Haremski
Mikołaj Haremski (ur. 15 grudnia 1957 w Lesznie, zm. 7 stycznia 2023 w Łodzi) – polski reżyser i scenarzysta filmów i seriali dokumentalnych i fabularnych oraz twórca filmów przyrodniczych.

## Życiorys
Ukończył studia na Wydziale Reżyserii PWSFTViT w Łodzi w 1984. Początkowo pracował w Wytwórni Filmów Fabularnych, gdzie specjalizował się w produkcjach dokumentalnych. W późniejszym okresie reżyserował seriale (m.in. „Klan”, „Dwie strony medalu”), filmy dokumentalne, filmy fabularne („Gabriel”, „Lawstorant”) oraz spektakle i programy telewizyjne („Ukryta prawda”).
Był członkiem Stowarzyszenia Filmowców Polskich.
Został pochowany w części ewangelicko-augsburskiej Starego Cmentarza w Łodzi.

## Filmografia
- 1980:
  - „Palacz zwłok” – współpraca reżyserska
  - „Genitrix” – współpraca
- 1981: „Po omacku” – reżyseria
- 1982:
  - „Stanisław Sojka. 30. IV. 1982” – reżyseria
  - „Kraina uśmiechu” – reżyseria
  - „Człowiek z deszczu” – reżyseria
- 1983: „Bal w imperium” – realizacja telewizyjna
- 1985:
  - „Zrzutka” – współpraca reżyserska
  - „Zielone kasztany” – współpraca reżyserska
  - „Refren z dziejów książki” – reżyseria
  - „Mosty nieznane” – reżyseria, scenariusz
- 1987:
  - „Ignacy Daszyński 1919-1936” – reżyseria
  - „Ignacy Daszyński 1866-1918” – reżyseria
- 1991: „Obywatel świata” – współpraca reżyserska
- 1992:
  - „Zwolnieni z życia” – współpraca reżyserska
  - „Kawalerskie życie na obczyźnie” współpraca reżyserska
  - „Czarne słońca” – współpraca reżyserska
- 1993: „Bliźniak” – reżyseria, adaptacja
- 1997: „Heweliusz” – reżyseria
- 1997–2023: „Klan” – reżyseria (odcinki: 1749–1815, 1821–1932, 1983–2122, 2128–2321)
- 1998: „Swoja” – reżyseria, adaptacja
- 1999: „Rudy” – reżyseria, adaptacja
- 2000:
  - „Tajemnica zwyczajnego domu” – współpraca reżyserska
  - „Obrazek” – reżyseria, scenografia, adaptacja
- 2001:
  - „Żółtodzioby” – reżyseria
  - „Where Eskimos Live” – asystent osobisty (Tomasza Wiszniewskiego)
- 2002: „Krótki kurs medialny” – współpraca reżyserska
- 2003 – 2005: „Sprawa na dziś” – reżyseria, obsada aktorska (realizator)
- 2004: „The Pure Bred Arabian Horse in Poland” – reżyseria
- 2005: „Lawstorant” – reżyseria
- 2006: „Kochaj mnie, kochaj!” – reżyseria
- 2006–2007: „Dwie strony medalu” – reżyseria (odcinki: 34–41, 55–57), reżyser II
- 2007: „Plebania” – obsada aktorska (występuje w roli samego siebie, reżysera serialu „Dwie strony medalu”, odc. 817)
- 2012:
  - „Świat podwodny” – reżyseria z cyklu „Obcy – gatunki inwazyjne w Polsce”
  - „Zwierzęta” – reżyseria, scenariusz, komentarz z cyklu „Obcy – gatunki inwazyjne w Polsce”
  - „Rośliny” – reżyseria, scenariusz, komentarz z cyklu „Obcy – gatunki inwazyjne w Polsce”
- 2013: „Gabriel” – reżyseria.